# Henry Brethous
Henry Brethous (1910 – 1999) è stato uno schermidore francese, vincitore di una medaglia d'oro in squadra ai campionati mondiali di scherma.

## Biografia
Allenatore presso la Sala Laban di Libourne (Gironda) negli anni '30, si piazza secondo nel campionato internazionale a squadre di Arcachon del 1930. Campione del mondo ai mondiali di scherma a Piešťany del 1938 per la spada a squadre con Schmetz, Pécheux, Dulieux. Campione di Francia nel 1945 per la spada a squadre con René Legendre  e Robert Calamel.
A Libourne un centro sportivo porta il suo nome.